# Траверселла
Траверселла (італ. Traversella, п'єм. Traussela) — муніципалітет в Італії, у регіоні П'ємонт,  метрополійне місто Турин.
Траверселла розташована на відстані близько 560 км на північний захід від Рима, 55 км на північ від Турина.
Населення — 337 осіб (2014).
Покровитель — San Marcello.

## Демографія
Населення за роками:

Станом на 1 січня 2023 року в муніципалітеті офіційно проживало 7 іноземців з 4 країн, серед них 3 громадяни країн Євросоюзу.

## Сусідні муніципалітети
- Броссо
- Кастельнуово-Нігра
- Доннас
- Фрассінетто
- Інгрія
- Меульяно
- Понтбозет
- Куїнчинетто
- Ронко-Канавезе
- Таваньяско
- Траузелла
- Вальпрато-Соана
- Віко-Канавезе